# Peugeot 201

El Peugeot 201 va ser l'automòbil que va permetre la consolidació industrial de Peugeot en ser el primer model de la marca produït en sèrie entre 1929 i 1937.

## Història
Fabricat a Sochaux, el 201 es va presentar al Saló de París de 1929, en plena crisi del 29 que va provocar el tancament de nombrosos fabricants d'automòbils. El 201 va permetre Peugeot superar la crisi dels anys 30 i forjar una imatge de marca de constructor important.
|  |  |

El 201 es va construir en nombroses variants. Inicialment venia equipat amb un motor de 1.122 cm³ que rendia 23 cv a 3 500 rev/min i una velocitat màxima de 80 km/h, més tard la cilindrada va augmentar fins a 1.307 cm³, per evolucionar finalment als 1.465 cm³ i 35 cv. En 1934 va patir importants modificacions que man modernitzar la seua imatge, en 1936 es van introduir nous canvis que van afectar lleument l'estètica.

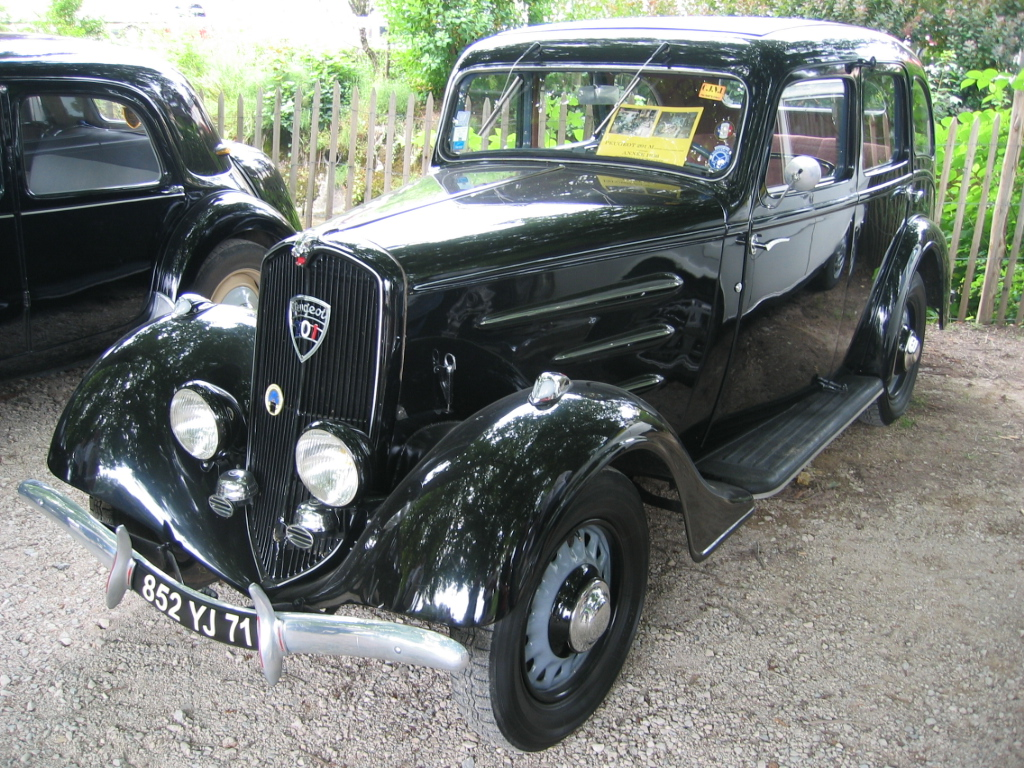
Peugeot 201 en versió de 1936

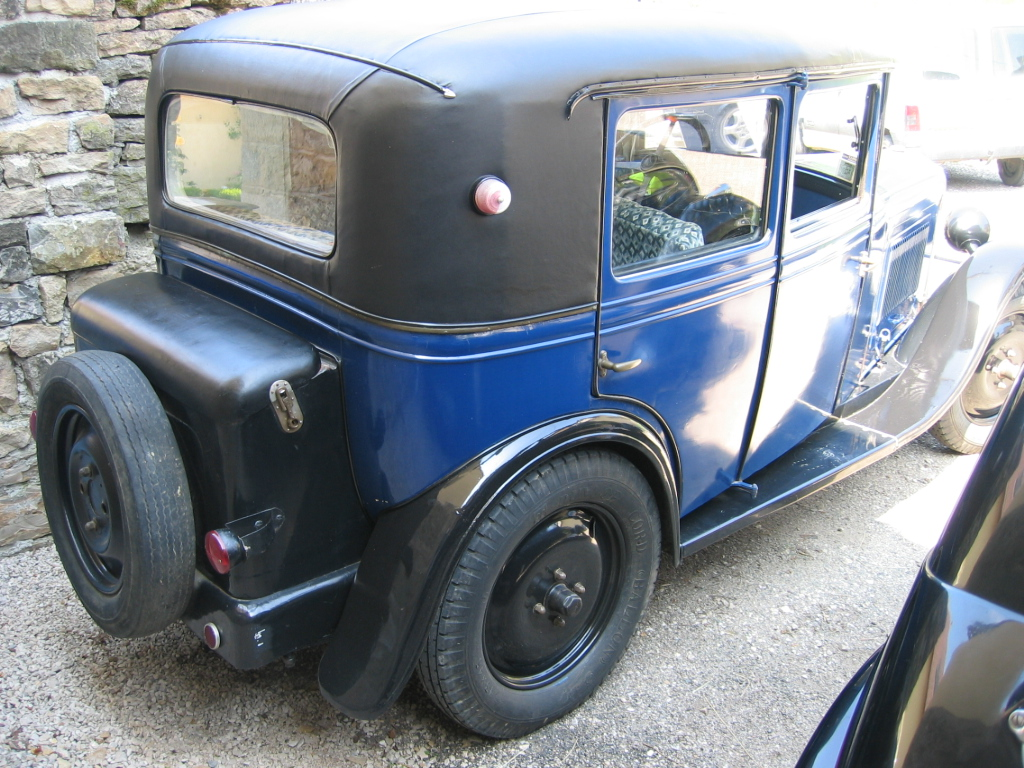
Vista posterior

## Canvi de denominació de les sèries Peugeot
El llançament del 201 suposa la introducció de la nomenclatura amb el 0 central que ha identificat els distints models Peugeot fins a l'actualitat. Va ser aleshores quan Peugeot va enregistrar com a marca totes les combinacions de tres xifres amb un zero central.